# Bothriomyrmex gallicus
Bothriomyrmex gallicus är en myrart som beskrevs av Carlo Emery 1925. Bothriomyrmex gallicus ingår i släktet Bothriomyrmex och familjen myror. Inga underarter finns listade.